# Calanthe lambii
Calanthe lambii är en orkidéart som beskrevs av Phillip James Cribb. Calanthe lambii ingår i släktet Calanthe och familjen orkidéer. Inga underarter finns listade i Catalogue of Life.